# Смертная казнь в Республике Корея
Смертная казнь в Южной Корее существует в законодательстве. Однако, с 1998 года на неё действует мораторий. Единственный способ приведения приговора в исполнение — повешение. Последняя казнь была осуществлена в 1997 году.
По состоянию на 2023 год в Южной Корее насчитывалось 59 человек, приговоренных к смертной казни.
В настоящее время статья 41 Уголовного кодекса Южной Кореи предусматривает смертную казнь как возможную форму наказания за некоторые преступления. К ним относятся мятеж (статья 87), переход на сторону врага, совершающего иностранную агрессию (статья 93), убийство (статья 250), грабеж с целью убийства (статья 338) и ещё 12 статей. Лица моложе 18 лет не могут быть казнены.

## История

### Государство Чосон
В эпоху государства Чосон (1392—1897) его уголовное право был основано на кодексе Китая эпохи династии Мин. Основными методами казни были обезглавливание или удушение. Казнь нынджи-чочам (кор. «растянутая смерть от медленного разрезания»), похожая на линчи, применялась за особо тяжкие преступления. Принудительное употребление смертельно ядовитого напитка, напротив, считалось снисхождением, предоставленным лицам высокого ранга, например, членам королевской семьи.

### После наложения моратория
В феврале 1998 года восьмой президент Южной Кореи Ким Дэ Чжун ввел мораторий на смертную казнь. Последние казни состоялись в декабре 1997 года, когда были казнены 23 человека (каждый из которых убил не менее двух человек). По состоянию на 2023 год смертный приговор вынесен еще 59 лицам.
В 2010 году Конституционный суд Кореи постановил, что смертная казнь не нарушает «человеческое достоинство и ценность», закрепленные в Конституции Республики Корея. Решением большинства (пятью голосами против четырех) смертная казнь была признана конституционной.

## Поддержка
По данным опроса, проведенного Национальной комиссией по правам человека Кореи в октябре 2018 года, 79,7 % граждан Кореи поддерживают смертную казнь. Однако, 70 % предпочитают пожизненное заключение смертной казни.